# Jamie Chung
Jamie Jilynn Chung (født 10. april 1983 i San Francisco i USA) er en amerikansk skuespillerinde, med koreanske rødder, hun er muligvis bedst kendt for sin rolle som Lauren Price i komediefilmen Tømmermænd tur-retur fra 2013. Jamie Chung lægger stemme til Gogo Tomago, i Disneyfilmen Big Hero 6. Hun spiller desuden Mulan, i ABC-serien Once Upon A Time.